# العلاقات الجورجية الفيتنامية
العلاقات الجورجية الفيتنامية هي العلاقات الثنائية التي تجمع بين جورجيا وفيتنام.

## مقارنة بين البلدين
هذه مقارنة عامة ومرجعية للدولتين:
| وجه المقارنة                                              | جورجيا                          | فيتنام           |
| --------------------------------------------------------- | ------------------------------- | ---------------- |
| المساحة (كم2)                                             | 69.70 ألف                       | 331.69 ألف       |
| عدد السكان (نسمة)                                         | 3.72 مليون                      | 94.66 مليون      |
| الكثافة السكانية (ن./كم²)                                 | 53.37                           | 285.39           |
| العاصمة                                                   | تبليسي، كوتايسي                 | هانوي            |
| اللغة الرسمية                                             | اللغة الجورجية، اللغة الأبخازية | اللغة الفيتنامية |
| العملة                                                    | لاري جورجي                      | دونغ فيتنامي     |
| الناتج المحلي الإجمالي (بليون دولار)                      | 15.16 مليار                     | 234.19 مليار     |
| الناتج المحلي الإجمالي (تعادل القوة الشرائية) بليون دولار | 35.68 مليار                     | 553.42 مليار     |
| الناتج المحلي الإجمالي الاسمي للفرد دولار أمريكي          | 3.79 ألف                        | 2.48 ألف         |
| الناتج المحلي الإجمالي للفرد دولار أمريكي                 |                                 | 5.63 ألف         |
| مؤشر التنمية البشرية                                      | 0.754                           | 0.666            |
| رمز المكالمات الدولي                                      | +995                            | +84              |
| رمز الإنترنت                                              | .ge، .გე ‏                       | .vn              |
| المنطقة الزمنية                                           | ت ع م+04:00                     | ت ع م+07:00      |

## منظمات دولية مشتركة
يشترك البلدان في عضوية مجموعة من المنظمات الدولية، منها:
| علم المنظمة | اسم المنظمة                   | تاريخ انضمام جورجيا | تاريخ انضمام فيتنام |
| ----------- | ----------------------------- | ------------------- | ------------------- |
|             | يونسكو                        | 7 أكتوبر 1992       | 6 يوليو 1951        |
|             | الفريق المعني برصد الأرض      | ?                   | ?                   |
|             | مؤسسة التمويل الدولية         | 29 يونيو 1995       | 4 أغسطس 1967        |
|             | مؤسسة التنمية الدولية         | 31 أغسطس 1993       | 24 سبتمبر 1960      |
|             | منظمة التجارة العالمية        | 14 يونيو 2000       | 11 يناير 2007       |
|             | الاتحاد البريدي العالمي       | ?                   | ?                   |
|             | الاتحاد الدولي للاتصالات      | 7 يناير 1993        | 24 سبتمبر 1951      |
|             | الأمم المتحدة                 | 31 يوليو 1992       | 20 سبتمبر 1977      |
|             | البنك الدولي للإنشاء والتعمير | 7 أغسطس 1992        | 21 سبتمبر 1956      |
|             | المنظمة الهيدروغرافية الدولية | ?                   | ?                   |

## وصلات خارجية
- موقع وزارة الخارجية الجورجية
- موقع وزارة الخارجية الفيتنامية